# Pietrapertosa
Pietrapertosa est une commune italienne d'environ 1 100 habitants, située dans la province de Potenza, dans la région Basilicate, en Italie méridionale.

## Géographie
La commune de Pietrapertosa et sa voisine Castelmezzano, sont situées dans la zone centrale du Parc régional de Gallipoli Cognato,
sur les falaises de la chaîne de montagnes Dolomiti Lucane, une bande montagneuse accidentée de roche sédimentaire.

## Monuments et patrimoine
- ruines du château normand
- itinéraires naturalistes

dans le proche voisinage
- lacs de Monticchio
- abbaye de San Michele
- couvent de S. Ippolito
- Parc national du Pollino

## Quelques vues

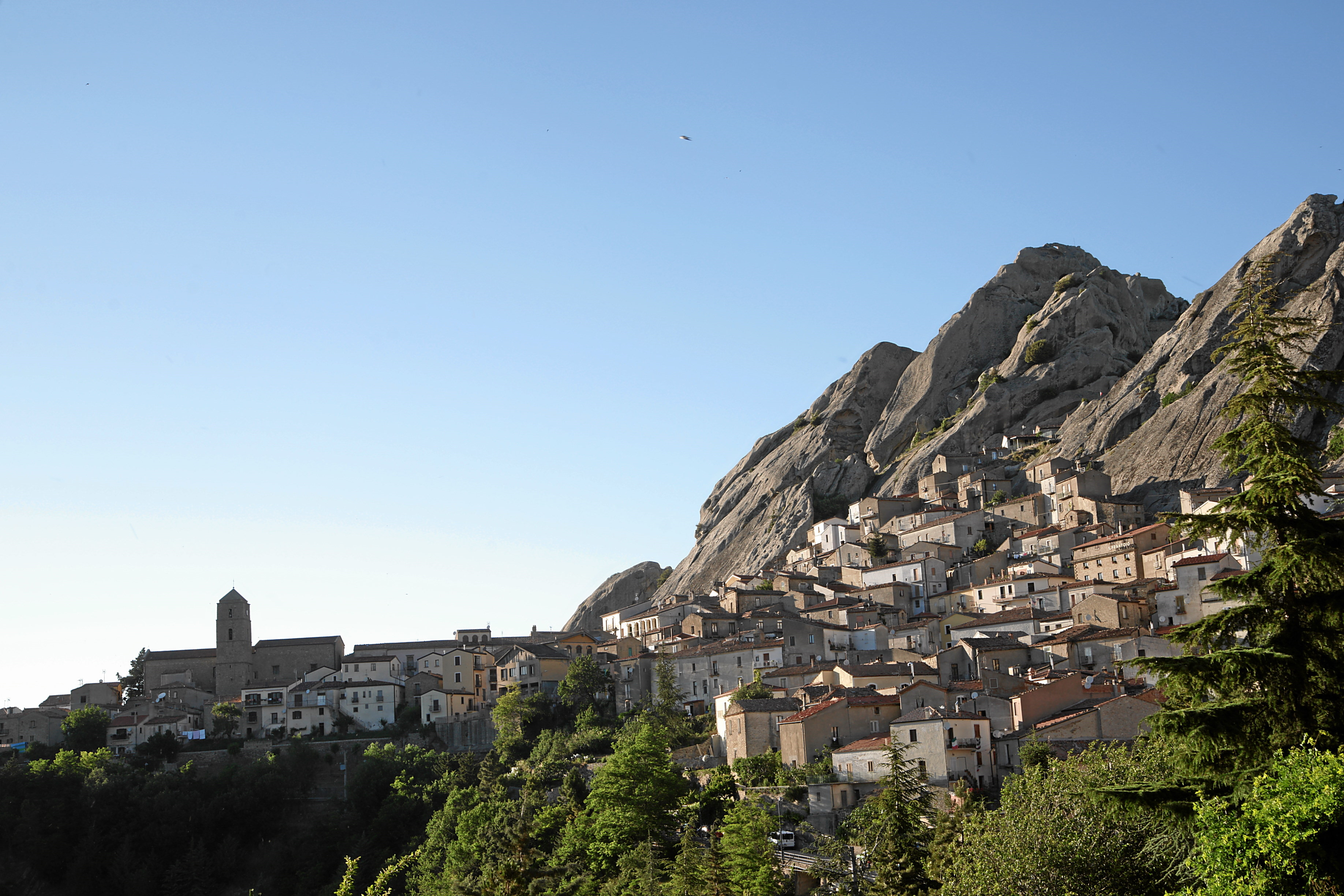
Le village à flanc de montagne
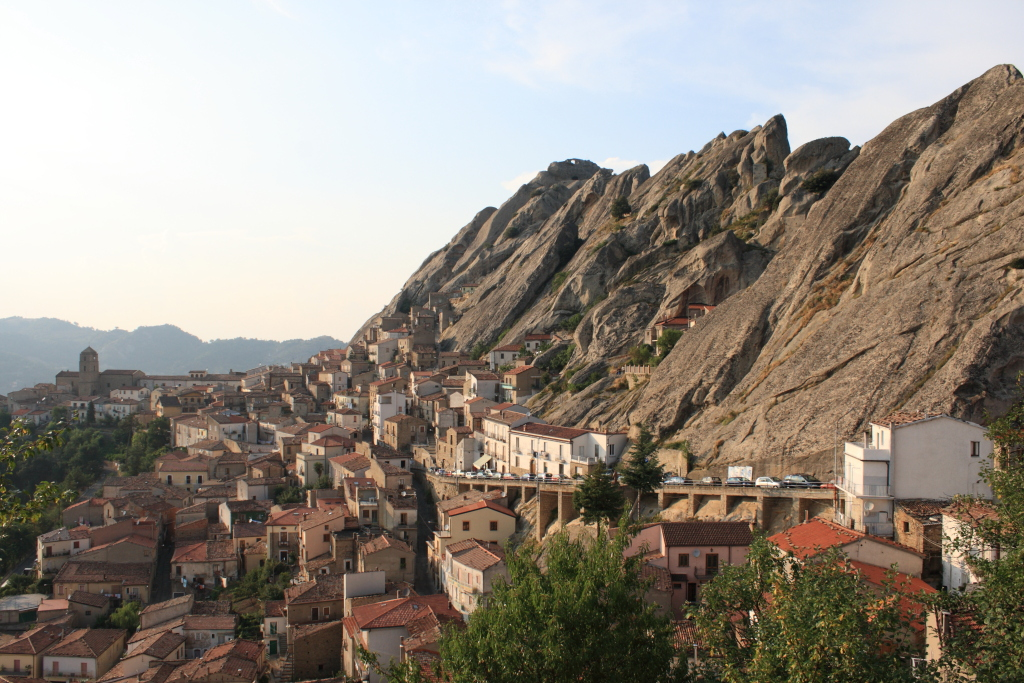
Le village et son rocher
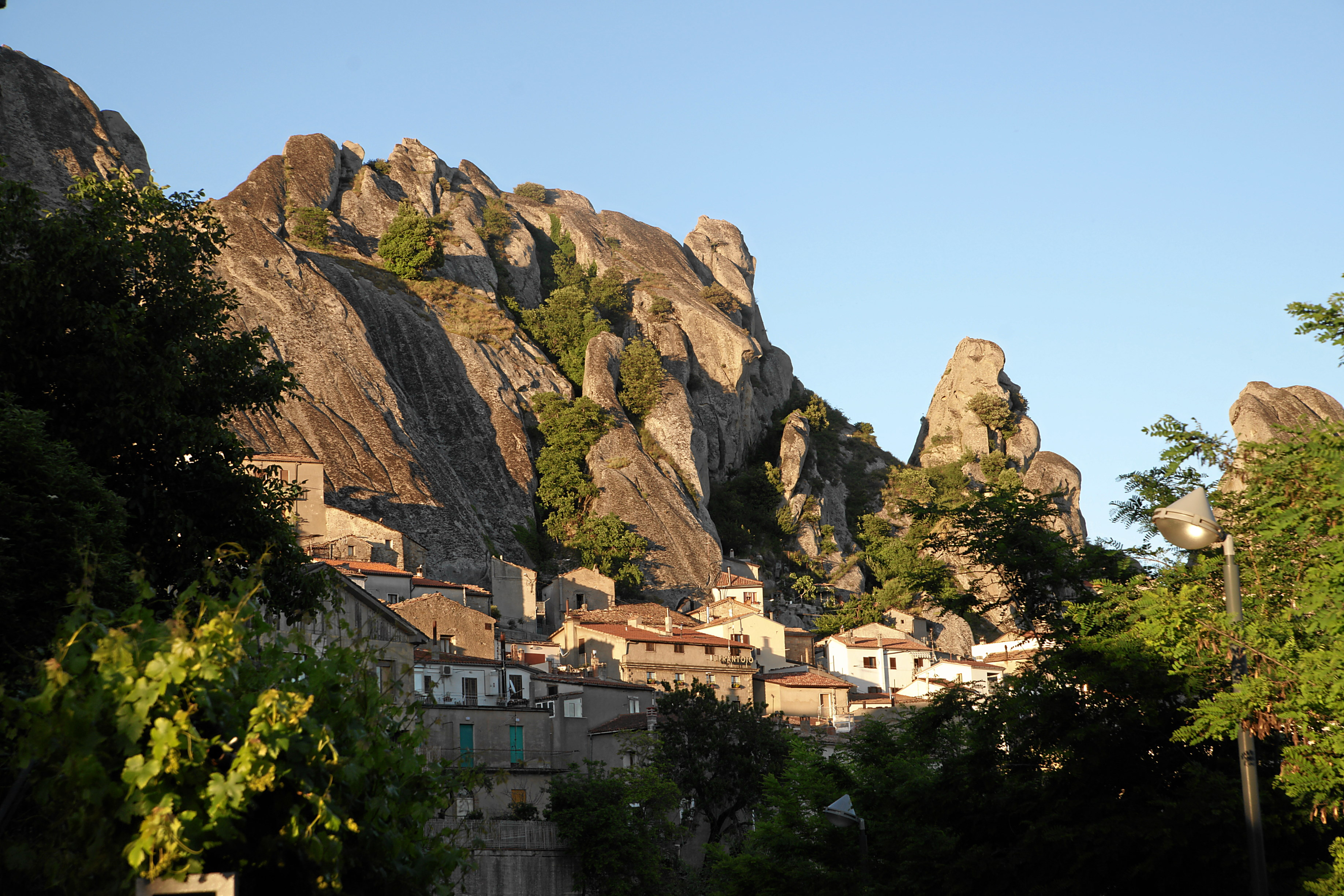
Autre vue
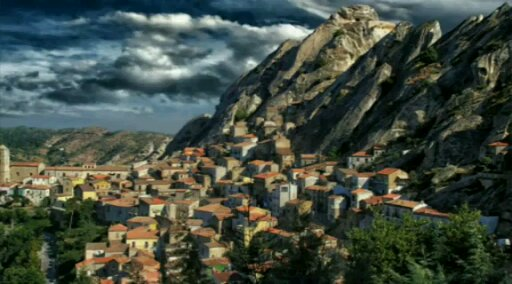
Le village accroché à la montagne
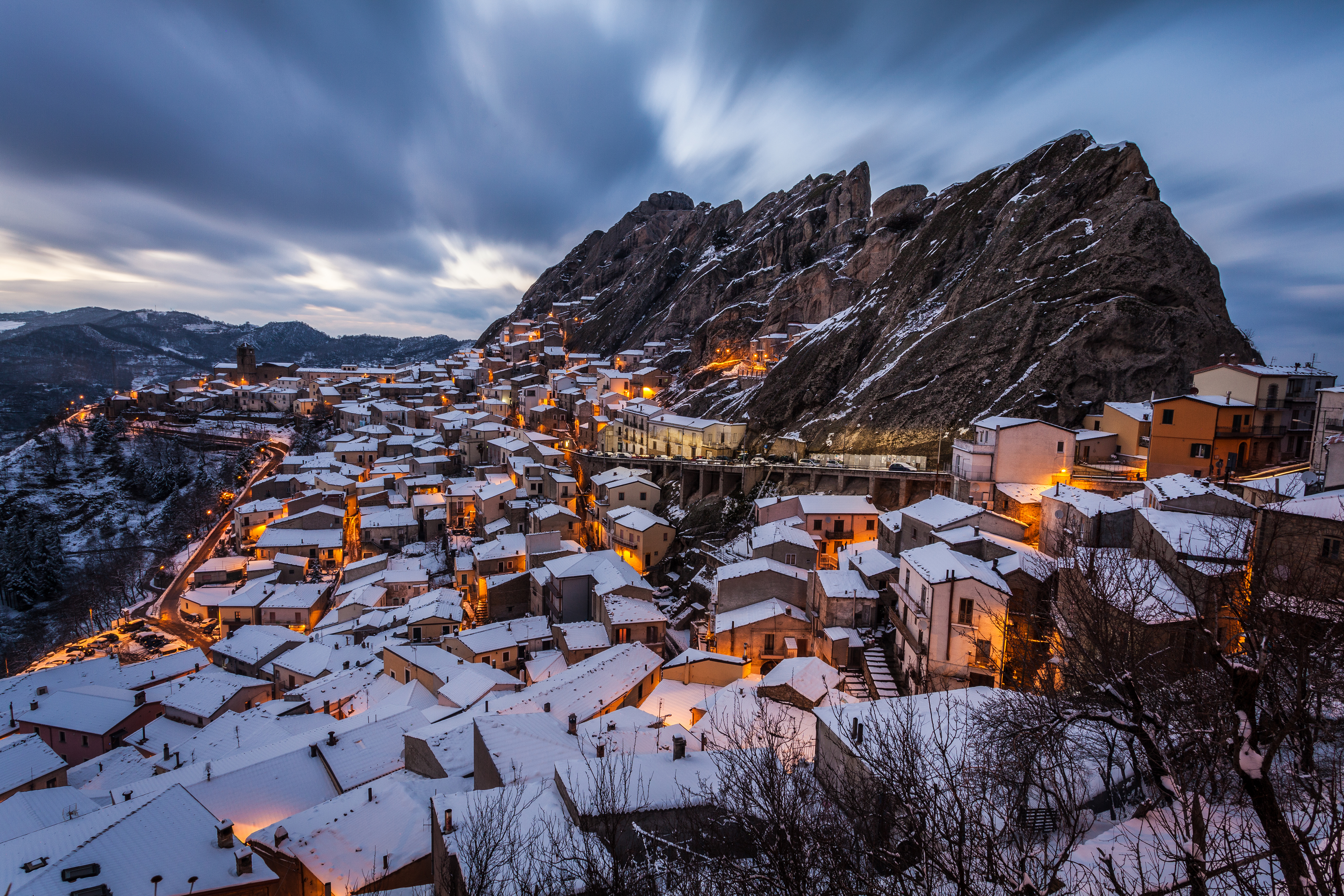
Toujours accroché à la montagne, mais sous la neige.

## Administration
| Période                                  | Période | Identité | Étiquette | Qualité |
| ---------------------------------------- | ------- | -------- | --------- | ------- |
|                                          |         |          |           |         |
| Les données manquantes sont à compléter. |         |          |           |         |

### Communes limitrophes
Accettura, Albano di Lucania, Campomaggiore, Castelmezzano, Cirigliano, Corleto Perticara, Gorgoglione, Laurenzana

## Personnalités liées à la commune
- Lucia Lauria, native, morte à l'âge de 113 ans, trois mois et vingt-quatre jours, elle fut la doyenne du continent européen, jusqu'à sa mort le 28 juin 2009.

1. ↑  (it) Popolazione residente e bilancio demografico sur le site de l'ISTAT.